# Rechtsanwaltskammer (Türkei)
Die Vereinigung der Rechtsanwaltskammern der Türkei (TBB; wörtlich Türkiye Barolar Birliği) ist die berufsständische Körperschaft der Rechtsanwälte in der Türkei, die nach dem Gesetz Nr. 1136 vom 19. März 1969 gegründet wurde und eine Einrichtung des öffentlichen Rechts ist. Sie ist der Dachverband der auf Provinzebene organisierten Anwaltskammern der Türkei.

## Aufbau des Dachverbandes
Die erste Vollversammlung mit 102 Delegierten aus 52 Anwaltskammern der Türkei traf sich am 9. und 10. August 1969 in Ankara, um die Organe der Kammer zu wählen. Nach Artikel 114 des Anwaltsgesetzes (tr: Avukatlık Kanunu) ist das höchste Organ der TBB die Vollversammlung. Hierzu entsenden die Anwaltskammern je zwei Delegierte, die mindestens zehn Jahre als Anwalt tätig sind. Wenn mehr als hundert Rechtsanwälte in einer Anwaltskammer vereint sind, wird pro 300 Anwälte ein weiterer Delegierter gewählt. Delegierte werden für die Dauer von zwei Jahren gewählt. Die jeweiligen Vorsitzenden der Anwaltskammern und ehemalige Vorsitzende der Anwaltskammer der Türkei sind natürliche Mitglieder der Vollversammlung. Mit Stand vom 19. Oktober 2010 waren in der TBB 78 Anwaltskammer mit ungefähr 70.000 Rechtsanwälten und Rechtsanwältinnen vereint. Am 30. Dezember 2013 waren in 79 Anwaltskammern insgesamt	81.554 Anwälte (49.528 Rechtsanwälte und 32.026 Rechtsanwältinnen) registriert.

## Organe und Aufgaben des Dachverbandes
Die Aufgaben der Union der Anwaltskammern der Türkei (TBB) sind im Artikel 110 des Anwaltsgesetzes definiert. Die Organe und ihre Funktion sind in den Artikeln 113 bis 133 des Gesetzes beschrieben. Zu den Organen der TBB gehören:
- Vollversammlung: Eine ordentliche Vollversammlung tritt alle zwei Jahre zusammen. Sie wählt die Organe der TBB, verabschiedet die Berichte und erteilt dem Vorstand Weisungen.
- Vorstand: Die Vollversammlung wählt in geheimer Abstimmung für jeweils vier Jahre einen Vorsitzenden, 17 Mitglieder und 10 Ersatzmitglieder. Der Vorstand hält jeden Monat eine ordentliche Versammlung ab. Er entscheidet über Widersprüche zu Entscheidungen der örtlichen Anwaltskammern.
- Präsidium: Das Präsidium besteht aus dem Vorsitzenden, zwei Stellvertretern, einem Generalsekretär und einem Kassenwart und wird vom Vorstand gewählt.
- Disziplinarrat: Er wird von der Vollversammlung gewählt und hat sieben Mitglieder sowie sieben Ersatzmitglieder. Die Mitglieder wählen untereinander einen Vorsitzenden. Der Disziplinarrat tritt einmal im Monat ordentlich zusammen. Ihm obliegen Disziplinarverfahren und das Verhängen von Disziplinarstrafen.
- Kontrollrat: Die Vollversammlung wählt auf vier Jahre einen Kontrollrat mit drei Mitgliedern und drei Ersatzmitgliedern. Sie überprüfen die Finanzen des Dachverbandes. Einzelheiten werden durch Richtlinien geregelt.

## Vorsitzende der TBB
- Faruk Erem 1969–1980
- Atilla Sav 1980–1983
- Teoman Evren 1984–1989
- Önder Sav 1989–1995
- Eralp Özgen 1996–2001
- Özdemir Özok 2001–2010
- Vedat Ahsen Coşar 2010–2013
- Metin Feyzioğlu 2013–2021
- Erinç Sağkan seit 2021

## Die lokalen Anwaltskammern
Anwaltskammern (in Türkisch „baro“ in Anlehnung an den französischen Ausdruck „Barreau“ oder auch den englischen Ausdruck „Bar“ und in Verbindung mit dem Ortsnamen als verkürzter Genitiv „barosu“, z. B. Ankara Barosu oder Istanbul Barosu) werden in der Türkei in den Provinzen gebildet, in denen es 15 oder mehr Rechtsanwälte und Rechtsanwältinnen gibt. Falls in einer Provinz diese Zahl nicht erreicht wird, sind die Anwälte und Anwältinnen in einer Nachbarprovinz organisiert. Ende 2013 existierten Anwaltskammern in 79 der 81 Provinzen der Türkei. In den Provinzen Ardahan und Bayburt gab es noch keine Anwaltskammern. Zu den Organen einer Anwaltskammer gehören:
- Vollversammlung: Jeweils im Dezember kommen die Anwälte einer Provinz zu einer ordentlichen Vollversammlung zusammen.
- Vorstand: Die Vollversammlung wählt unter den Anwälten mit wenigstens 15 Jahren Berufserfahrung einen Vorsitzenden und mindestens vier Mitglieder mit wenigstens 5 Jahren Berufserfahrung für jeweils zwei Jahre in den Vorstand (je nach Größe der Anwaltskammer auch mehr). Der Vorstand entscheidet über die Aufnahme von Referendaren in die Anwaltskammer und ist für alle Verwaltungsfragen zuständig.
- Disziplinarrat: Er besteht bei Anwaltskammern mit bis zu 250 Mitgliedern aus drei und bei größeren Anwaltskammern aus fünf Mitgliedern. Ihm obliegen Disziplinarverfahren und das Verhängen von Disziplinarstrafen.

## Besondere Aufgaben der Anwaltskammern

### Prozesskostenhilfe
Die Prozesskostenhilfe (tr: adli yardım, wörtlich eher: Gerichtliche Hilfe) für Bedürftige ist im türkischen Recht in den Artikeln 176 bis 181 des Anwaltsgesetzes definiert. Einzelheiten bestimmt die Richtlinie zu gerichtlicher Hilfe (tr: Adli Yardım Yönetmeliği), die im März 2004 vom Dachverband erlassen wurde. Demnach richtet jede Anwaltskammer ein Büro für gerichtliche Hilfe ein (je nach Größe auch mehrere für die jeweiligen Gerichtsbezirke). Die Anwaltskammer überwacht die Durchführung der von diesen Büros übertragenen Mandate. Die Kosten der Büros und Bezahlung der Pflichtverteidiger wurden mit Geldern aus verschiedenen Fonds und Zahlungen des Finanzministers an den Dachverband, der sie den einzelnen Anwaltskammern überwies, beglichen. Mit einer Änderung am Artikel 13 des Gesetzes 5320 zur Rechtskraft und Art der Anwendung der Strafprozessordnung (tr: Ceza Muhakemesi Kanununun Yürürlük ve Uygulama Şekli Hakkında Kanun) vom Dezember 2006 werden die Pflichtverteidiger nun aus einem Fonds beim Justizministerium entlohnt. Anstelle des Dachverbands entscheidet nun das Finanz- und das Justizministerium über die Höhe der Entlohnung.

### Pflichtverteidigung
Mit einer Änderung an der Strafprozessordnung der Türkei (TSPO) im November 1992 wurde die Pflichtverteidigung (tr: zorunlu müdafilik, wörtlich: vorgeschriebene Verteidigung) systematisiert. Durch eine Änderung an den Artikeln 135/3 und 138 TSPO wurde bestimmt, dass Personen unter 18 Jahren, Taubstumme und Behinderte, die sich nicht verteidigen können, auch ohne Antrag einen Rechtsbeistand erhalten. Anderen Personen kann auf Antrag Rechtsbeistand gewährt werden. Diese Vorschrift wurde in der neuen TSPO vom Juni 2005 beibehalten (Artikel 147/c und 150), jedoch wurde durch einen neuen Absatz im Artikel 150 TSPO bestimmt, dass bei allen Vergehen, für die die obere Strafgrenze mehr als fünf Jahre Haft beträgt, ein Rechtsbeistand erforderlich ist. Mit dem Gesetz 5560 vom Dezember 2006 wurde der Bereich der Pflichtverteidigung mit Vergehen, für die die untere Strafgrenze über fünf Jahre Haft liegt, verändert. Nach Artikel 146 der alten TSPO (in der neuen TSPO erweitert durch Artikel 74, 147 und 156) obliegt es den Anwaltskammern, einen Pflichtverteidiger zu benennen. Dementsprechend wurden bei den Anwaltskammern spezielle Büros mit der Kurzbezeichnung CMUK (für die alte TSPO Ceza Muhakemeleri Usulü Kanunu) bzw. CMK (für die neue TSPO Ceza Muhakemesi Kanunu) und dem Zusatz „Servisi“ (Service oder Dienst) eingerichtet.
Mit den Änderungen an der TSPO im Jahre 1992 wurde ein Verwertungsverbot von Aussagen, die mit unerlaubten Mitteln aufgenommen wurden, eingeführt. Dies wurde im Artikel 148 der neuen TSPO (das Gesetz 5271) vom Juni 2005 übernommen und durch die Vorschrift, dass polizeiliche Aussagen, die in Abwesenheit eines Verteidigers zustande gekommen sind, nicht Grundlage eines Urteils sein können, wenn sie nicht vor einem Richter bzw. Gericht bestätigt worden sind, erweitert. Seitdem ist die Anwesenheit von Anwälten bei Aussagen von Verdächtigen bei der Polizei oder Gendarmerie zwingend notwendig. Dies hat die Aufgaben der Dienste von Anwaltskammern deutlich erhöht und am Anfang auch zu Problemen bei der Bezahlung geführt, da den Anwaltskammern nicht genügend Gelder zur Verfügung gestellt wurden. Mit dem Gesetz 5560 vom Dezember 2006 und einer entsprechenden Richtlinie vom März 2007 übernahm das Justizministerium die Bezahlung dieser (meist freiwilligen) Anwälte.

## Bedeutende Anwaltskammern

### Ankara
Es wird vermutet, dass es schon vor 1920 einen „Verein von Verteidigern“ in Ankara gab, aber das offizielle Gründungsdatum der Anwaltskammer Ankara (tr: Ankara Barosu) wird mit dem 14. Juli 1924 angegeben. Das Schutzgesetz (Gesetz 460, osmanisch-türkisch: Muhamat Kanunu, muhami = Verteidiger) aus dem Jahre 1924 schrieb im Artikel 3 vor, dass an allen Orten, an denen mehr als 10 Anwälte tätig waren, eine Anwaltskammer gegründet wird. Ende 2013 gehörten der Anwaltskammer Ankara 11.542 Anwälte an (6.598 männlich und 4.944 weiblich) an. Die Vorsitzenden der Anwaltskammer Ankara seit 1980 waren:
- Muammer Aksoy 1980–1984
- Önder Sav 1984–1985
- Mahir Can Ilıcak 1985–1988
- Erzan Erzurumluoğlu 1988–1990
- Özdemir Özok 1990–1992
- Erdal Merdol 1992–1994
- Tuncay Alemdaroğlu 1994–1996
- Ünsal Toker 1996–1998
- Hakkı Süha Okay 1998–2000
- Sadık Erdoğan 2000–2002
- Semih Güner 2002–2004
- Vedat Ahsen Coşar 2004–2010
- Metin Feyzioğlu 2010–2013
- Sema Aksoy seit 2013

### Diyarbakır
Die Anwaltskammer Diyarbakır (tr: Diyarbakır Barosu) hat für die Kurden in der Türkei eine besondere Bedeutung. Hier fanden seit 1980 die meisten politischen Verfahren gegen vermeintliche und wirkliche Separatisten statt, erst vor Militärgerichten und dann vor Staatssicherheitsgerichten (SSG). In Diyarbakır gab es vier SSG (im Vergleich dazu: jeweils ein SSG in Ankara oder Izmir). Die Webseite der Kammer macht keine Angaben zu ihrer Geschichte, führt aber Vorsitzende seit 1927 auf. Ende 2013 gehörten der Anwaltskammer Diyarbakır 811 Anwälte (584 männlich und 227 weiblich) an. Die Vorsitzenden der Anwaltskammer Diyarbakır seit 1980 waren:
- Yücel Önen 1980–1990
- Fethi Gümüş 1990–1994
- Hüseyin Tayfun 1994–1998
- Mustafa Özer 1998–2002
- M. Sezgin Tanrıkulu 2002–2008
- M. Emin Aktar 2008–2012
- Tahir Elçi 2012–2015 (ermordet)

### Istanbul
In Istanbul (zu der Zeit bekannt als Konstantinopel) trafen sich 63 Mitglieder eines Vereins von „Vertretern in Prozessen“ (vergleichbar mit einer Anwaltskammer) am 5. April 1878 um einen Vorsitzenden, einen Stellvertreter und vier Mitglieder in einen Vorstand zu wählen. 1880 fand eine zweite Vollversammlung statt. 1908 wurde eine „Anwaltsliste“ (tr: Baro Levhası) mit 125 Anwälten gebildet und es fanden wiederum Wahlen statt. 1924 wurden mit einem Schutzgesetz (Muhamat Kanunu) 482 von 960 Anwälten in Istanbul vom Beruf ausgeschlossen. Aufgrund massiver Proteste musste der Justizminister diese Maßnahme aber wieder zurücknehmen. Nach dem Militärputsch von 1980 wurde die Anwaltskammer durchsucht und sämtliche Dokumente wurden beschlagnahmt. Der Vorsitzende Orhan Adli Apaydın wurde 1983 durch den Justizminister seines Amtes enthoben. Ende 2013 gehörten der Anwaltskammer Istanbul 31.183 Anwälte (17.461 männlich und 13.722 weiblich) an. Die Vorsitzenden der Anwaltskammer Istanbul seit 1980 waren:
- Orhan Adli Apaydın 1976–1983
- Selahattin Sulhi Tekinay 1983–1988
- Turgut Kazan 1988–1996
- Yücel Sayman 1996–2002
- Kazım Kolcuoğlu 2002–2008
- Muammer Aydın 2008–2010
- Ümit Kocasakal seit 2010